# Tatabánya-Kertváros
Tatabánya-Kertváros Tatabánya legfiatalabb városrésze, egykoron a város VI. kerülete volt.

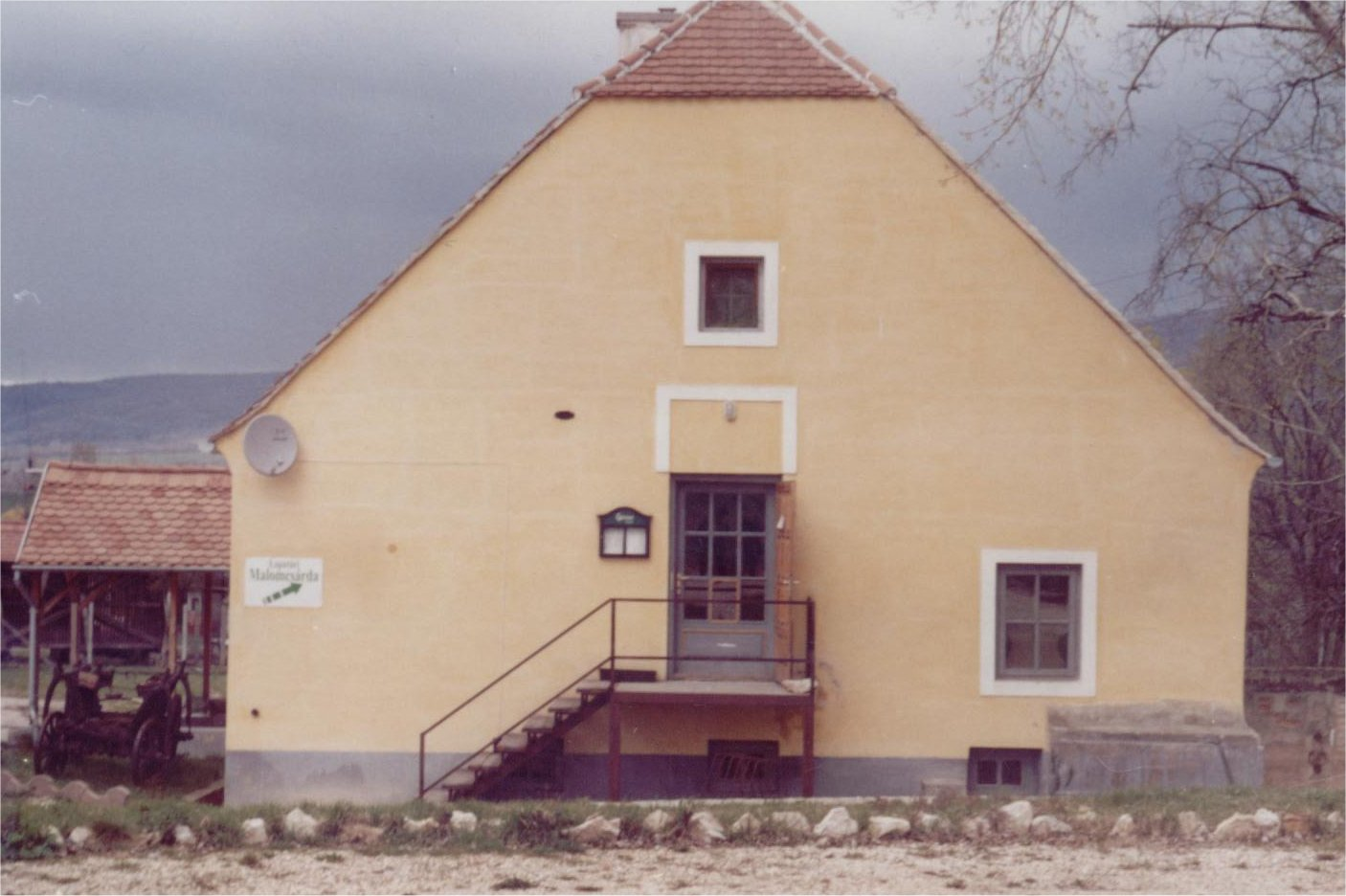
A Lapatári malom

Kertváros, mint neve is mutatja, túlnyomórészt családi házakból áll, de itt található az 1979-ben épült Kertvárosi-lakótelep (régi nevén Groznij-lakótelep) is, ami a köznyelvben „Mandinka” néven ismert. 1952-ben kezdték el építeni a Tatabányai Szénbányák Tröszt kezdeményezésére és az akkori Nehézipari Minisztérium beruházásaként. Az Újvárossal csaknem egy időben épülő városrész a kertes házakkal a bányásztoborzások révén a városba került bányászok lakásgondjain igyekezett enyhíteni. Meghirdették a Bányász Saját Ház (BSH) építési akciót, telkeket alakítottak ki.
A városrész kulturális központja a Bányász Művelődési Otthon, amely otthont ad egy kis mozinak, valamint számos helyi kulturális csoportosulásnak.1961-ben a Tatabányai Szénbányák a Győri Tervező Vállalat tervei alapján a Kertvárosi Klubkönyvtárként kezdte, amely 1964-től művelődési otthonként működik.
Határában található a város ipari parkja, ahol több multinacionális cég telepedett le, mint például az ALPLA (PET palackok gyártása), OTTO FUCHS Hungary (német, az egykori SUOFTEC, könnyűfém keréktárcsák gyártása), Grundfos (dán, szivattyú- és elektromotor-gyártás), Coloplast (dán, egészségügyi termékek gyártása), FCI (francia, elektronikai alkatrészek gyártása), AGC (japán, járműipari üveggyártás), Bridgestone (japán, autógumi-gyártás), Becton-Dickinson (amerikai, orvosi eszközök), Henkel (ragasztógyár) és a Lotte Chemical (korábban: Samsung Cheil.)

## Látnivalók
- Lapatári-malom (barokk, 1753, tervezte Fellner Jakab) - Kép kívülről | Kép belülről
- Árpád-házi Szent Erzsébet templom 1989-ben Kiss András tervei alapján épült, a belső berendezéseket Szakál Ernő Műemléki Európa-díjas szobrász, restaurátor tervezte.

## Külső hivatkozások
- Kertváros honlapja
- A Tatabányai Ipari park honlapja